# Clubul Atletic Oradea
Maillots
Le Clubul Atletic Oradea est un club de football roumain basé à Oradea et aujourd'hui disparu. Il disputait ses matchs à domicile au Stadionul Municipal d'Oradea. Le club a accompli un exploit rare dans le football : il a réussi à remporter un titre de champion de première division dans 2 pays différents (Roumanie et Hongrie).

## Histoire
Le club a été fondé en 1910. D'abord prenant part aux compétitions locales et régionales, il remporte 2 fois le championnat de la région d'Oradea et participe ainsi durant 2 saisons au championnat national roumain, dont il atteindra la finale dès sa première participation, en 1924, sévèrement battu 4-1 par le club-phare de l'époque, le Chinezul Timisoara. Le club ne remonte en Divizia A qu'en 1932, et réussit à se maintenir parmi l'élite jusqu'en 1938, année où il est relégué en Divizia B.
Durant la 2e guerre mondiale, le club est rattaché au championnat hongrois sous le nom de Nagyvaradi Atletic Club (NAC), car la Transylvanie a été cédée à la Hongrie le 30 août 1940. Le CA Oradea réussit l'exploit de remporter le titre de champion de Hongrie en 1943-1944.
Après la guerre, le club prend part à la première division sous le nom de Libertatea Oradea. En 1948, il change de nouveau d'appellation, l'IC Oradea, c'est sous ce nom qu'il remporte son premier titre national (en Roumanie), le championnat de première division, en 1949. Il se maintient 5 saisons en D1 (avec encore un changement de nom, devenant Progresul Oradea en 1951) mais est relégué en deuxième division en 1954.
Le Progresul remonte immédiatement en D1 et connaît de beaux résultats en Coupe de Roumanie : une finale perdue en 1955 et un titre l'année suivante. Malgré cette victoire, le club est relégué à nouveau en 1958 et change une nouvelle fois de nom : le CS Oradea, puis Crisana Oradea en 1961 (sans aucun rapport avec l'ancien club d'avant-guerre de Crisana Oradea). En 1962, le Crisana Oradea participe une dernière fois à la Divizia A, à la suite de sa promotion de D2. Joie de courte durée puisqu'à la suite de sa relégation dès la fin de la saison, le club disparaît complètement en 1963. Aujourd'hui, c'est le FC Bihor Oradea qui représente la ville parmi l'élite et utilise le Stadionul Municipal d'Oradea.

## Palmarès
- Championnat de Roumanie :
  - Vainqueur : 1949
  - Finaliste : 1924

- Coupe de Roumanie :
  - Vainqueur : 1956
  - Finaliste : 1955

- Championnat de Hongrie :
  - Vainqueur : 1944
  - Vice-champion : 1943

## Grands noms
- István Kovács
- Iosif Petschovschi
- Elemér Berkessy
- Gyula Bodola
- Gyula Loránt
- Ferenc Rónay
- Nicolae Simatoc
- György Váczi
- Mircea David

## Noms successifs
- 1910 : Clubul Atletic Oradea
- 1940 : Nagyvaradi Atletic Club (appellation dans le championnat de Hongrie)
- 1945 : Libertatea Oradea
- 1948 : IC Oradea
- 1951 : Progresul IC Oradea
- 1958 : CS Oradea
- 1961 : Crisana Oradea